# PaySquare
PaySquare is een Nederlandse acceptant voor internationale betaalkaarten. Het bedrijf is gevestigd in Utrecht en verzorgt de acceptatie voor credit cards, debetkaarten en internationale betaalpassen zoals VISA, MasterCard, American Express, de JCB Card, UnionPay, Maestro en V Pay.
PaySquare is voortgekomen uit Eurocard Nederland. De naam Eurocard is richting consumenten geheel vervangen door Mastercard. Na verschillende fusies en reorganisaties was creditcard uitgifte en acceptatie een onderdeel van Interpay. Bij een reorganisatie is Interpay gesplitst in Currence en Equens. PaySquare is een zelfstandige dochter van Equens. De bedrijfsactiviteiten die betrekking hebben op het uitgeven van creditcards heeft PaySquare uitbesteed aan ICS. Currence voert in Nederland de betaalproducten PIN, Acceptgiro, Incasso/Machtigen en iDEAL.